# Tomáš Durdík
Tomáš Durdík (* 24. Januar 1951 in Prag; † 20. September 2012 ebenda) war ein tschechischer Mittelalterarchäologe, bedeutender Burgenforscher und Denkmalpfleger.

## Leben
Durdík studierte Vorgeschichte/Geschichte an der Karls-Universität Prag, wo er im Jahr 1974 seinen Abschluss machte. Bereits seit 1971 arbeitete er am Archäologischen Institut der Akademie der Wissenschaften, denn sein besonderes Interesse galt der Archäologie des Mittelalters. Im Laufe der Zeit spezialisierte er sich auf die Erforschung böhmischer Burgen, wobei er sich nicht nur mit deren Archäologie, sondern auch mit der Baugeschichte, der Typologie und den Funktionen der erhaltenen Bauten befasste. Durch seine Mitwirkung an zwei Reihen von Fernsehdokumentationen, Hrady obývané i dobývané (deutsch Burgen, bewohnt und erobert) und Štíty království českého (deutsch Schutzschilde des Königreichs Böhmen), trug er enorm zur Popularisierung seines Fachgebiets bei.
Neben seinen praktischen Feldstudien und weit gespannten Vortragstätigkeiten war Durdík auch in der universitären Lehre tätig. Er lehrte am Institut für Kunstgeschichte und am Lehrstuhl für Kulturwissenschaften der Karls-Universität sowie an der Fakultät für Architektur an der Tschechischen Technischen Universität in Prag, wo er 2007 zum Professor berufen wurde. Im Juli 2012 übernahm er zudem die Leitung des Lehrstuhls für Archäologie an der Westböhmischen Universität in Pilsen.
Seine breit gefächerten Interessensgebiete spiegelten sich in Durdíks Aktivitäten in Vereinen, Organisationen, Beiräten und Kommissionen wider. So war er Mitglied im Hauptausschuss der Tschechischen Archäologischen Gesellschaft und Mitglied des Zentrums für Mediävistische Studien. Außerdem war er seit 1989 Vorstand der Gesellschaft der Altertumsfreunde Tschechiens (Společností přátel starožitností). Der Burgenforscher war diesbezüglich aber nicht nur auf nationaler Ebene tätig, sondern brachte sich auch in die Arbeit international tätiger Vereine ein, so zum Beispiel bei der Wartburg-Gesellschaft zur Erforschung von Burgen und Schlössern, im wissenschaftlichen Beirat der Deutschen Burgenvereinigung sowie in den Komitees Castrum Bene und Castella Maris Baltici. Hinzu kam Tomáš Durdíks Engagement in der Denkmalpflege. Sie äußerte sich zum Beispiel in seiner Tätigkeit als Vorsitzender der Ständigen Kommission für die Bewertung von Kulturdenkmälern des tschechischen Kulturministeriums und als Vorsitzender der Kommission zur Beurteilung der institutionalisierten Forschung. Zusätzlich war er Vorsitzender des wissenschaftlichen Beirats des Generaldirektoriums des nationalen tschechischen Denkmalinstituts und Vorsitzender des Exekutivausschusses des tschechischen Nationalkomitees von ICOMOS. In Anerkennung seiner außerordentlichen Verdienste auf dem Gebiet der Denkmalpflege und der Erforschung tschechischer Burgen wurde Durdík 2011 der Europa-Nostra-Preis verliehen.

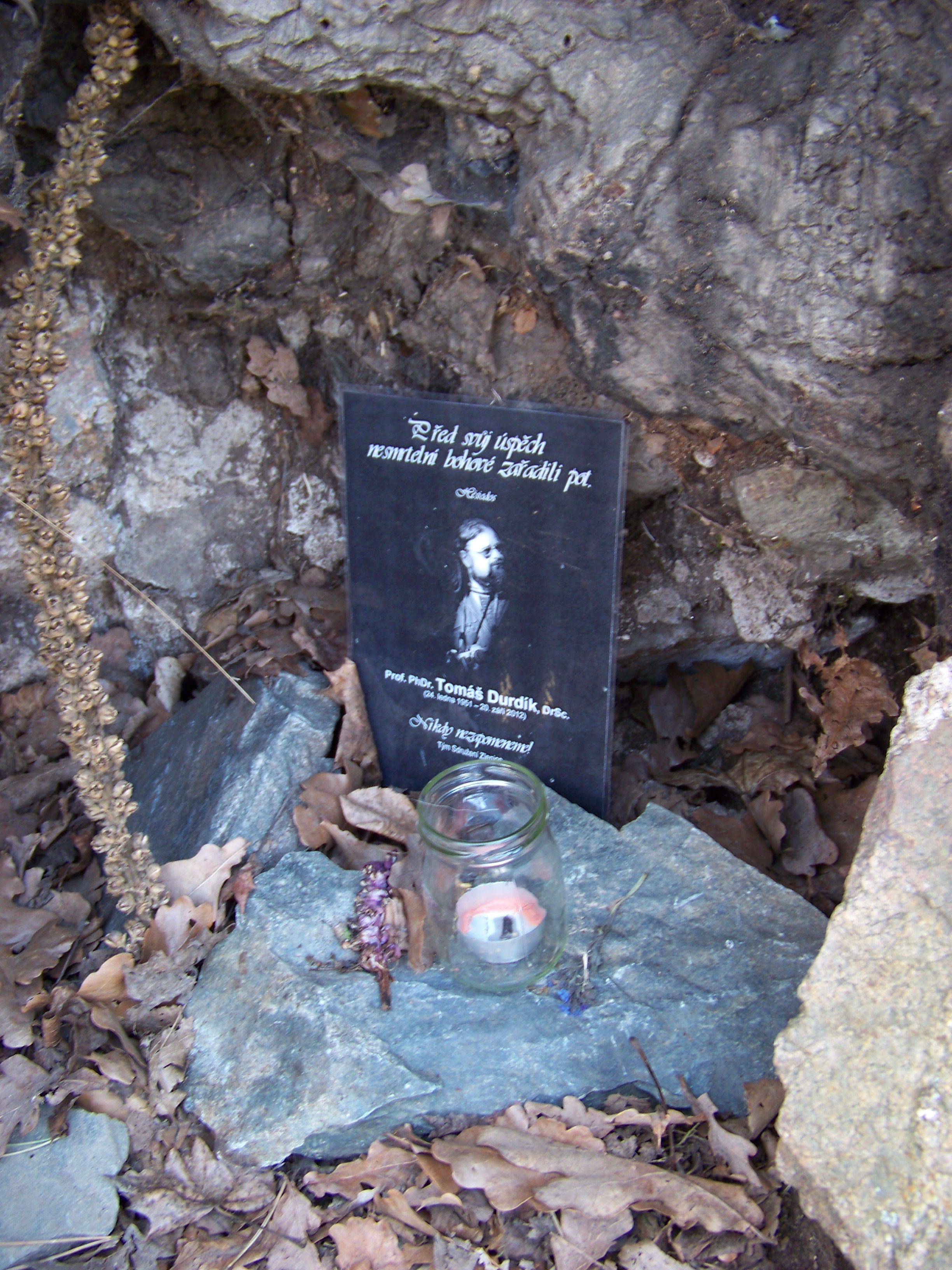
Gedenkstätte für Tomáš Durdík auf der Burg Zlenice

## Schriften
Tomáš Durdík publizierte seine Forschungsergebnisse in fast 500 Veröffentlichungen auf Tschechisch, Deutsch und Englisch. Sein bedeutendstes Werk ist die in den 1990er Jahren veröffentlichte Enzyklopädie böhmischer Burgen (tschechisch Encyklopedie českých hradů), die ab 1999 eine überarbeitete und illustrierte zweite Auflage erfuhr. Später gab Durdík noch vier Ergänzungen dazu heraus. Weitere Werke beschäftigen sich mit Feudalsitzen in Böhmen, den Königsburgen zur Zeit der Přemysliden. Außerdem rief er 1989 die Schriftenreihe Castellologica bohemica ins Leben und war ihr verantwortlicher Redakteur.
Schriften in deutscher Sprache (Auswahl)
- Burg und ihr Bauplatz (= Castrum bene. Band 9). Gyöngyös, 2006, ISBN 80-86124-59-2 (als Herausgeber)
- Burg und Stadt (= Castrum bene. Band 6). Archeologický ústav AV ČR, Prag 1999, ISBN 80-86124-17-7 (als Herausgeber)
- Kastellburgen des 13. Jahrhunderts in Mitteleuropa. Wien/Köln/Weimar, Böhlau 1994, ISBN 3-205-05203-X
- Die königliche Burg in Písek. Prachiner Museum, Písek 1993
- Burgen Nordböhmens. Institut für Denkmalpflege, Prag 1992, ISBN 80-85386-50-X